# Walter Bonatti
Walter Bonatti (ur. 22 czerwca 1930 w Bergamo, zm. 13 września 2011 w Rzymie) – włoski wspinacz i autor książek o tematyce górskiej. Jeden z najwybitniejszych alpinistów okresu powojennego. Jego pierwszym poważnym wejściem było pokonanie (techniką hakową), wraz z partnerem Luciano Ghigo, dziewiczej wówczas wschodniej ściany Grand Capucin w 1951. W 1954 na zaproszenie Arditio Desio wziął udział i walnie przyczynił się do sukcesu wyprawy, której celem było dokonanie pierwszego wejścia na K2 (w kluczowym momencie doniósł tlen kolegom znajdującym się w ostatnim – 9 obozie, umożliwiając im w ten sposób atak szczytowy). W 1955 dokonał solowego przejścia nowej, trudnej drogi wiodącej płd.-zach. filarem Petit Dru. W 1958 wraz z Carlo Maurim dokonał pierwszego wejścia na znajdujący się w Karakorum niezwykle trudny Gaszerbrum IV (7980 m). Dokonał również pierwszego zimowego przejścia północnej ściany Matterhornu (1965), w dodatku solo i nową, trudną drogą. Po tym wejściu zaprzestał wspinania na ekstremalnym poziomie. Do śmierci mieszkał we Włoszech w Dubino.